# Sobór Narodzenia Pańskiego w Wołgodońsku
Sobór Narodzenia Pańskiego – prawosławny sobór w Wołgodońsku, katedra eparchii wołgodońskiej Rosyjskiego Kościoła Prawosławnego.
Budowa świątynia rozpoczęła się w 2001, jednak została szybko przerwana z powodu braku funduszy. Kontynuacja prac była możliwa dzięki wsparciu inwestycji przez Rostowską Elektrownię Atomową począwszy 2008. Projekt soboru opracował zespół architektów pod kierunkiem A. Andriejewa. Dopóki trwały prace nad świątynią, nabożeństwa odbywały się w tymczasowej cerkwi św. Fiodora Uszakowa.
W 2010 arcybiskup rostowski i nowoczerkaski Pantelejmon wyświęcił dolną cerkiew, której patronem został święty mnich Serafin z Sarowa, ogłoszonego przez Rosyjski Kościół Prawosławny patronem pracowników elektrowni atomowych. Pierwsza Święta Liturgia w głównym soborze miała miejsce rok później. Pod nadzorem biskupa wołgodońskiego i salskiego Korneliusza trwają prace nad wykończeniem górnej, głównej części świątyni. W obiekcie przechowywane są cząstki relikwii Świętych z Diwiejewa, jak również ikona św. Fiodora Uszakowa z cząsteczką relikwii.